# Padiș

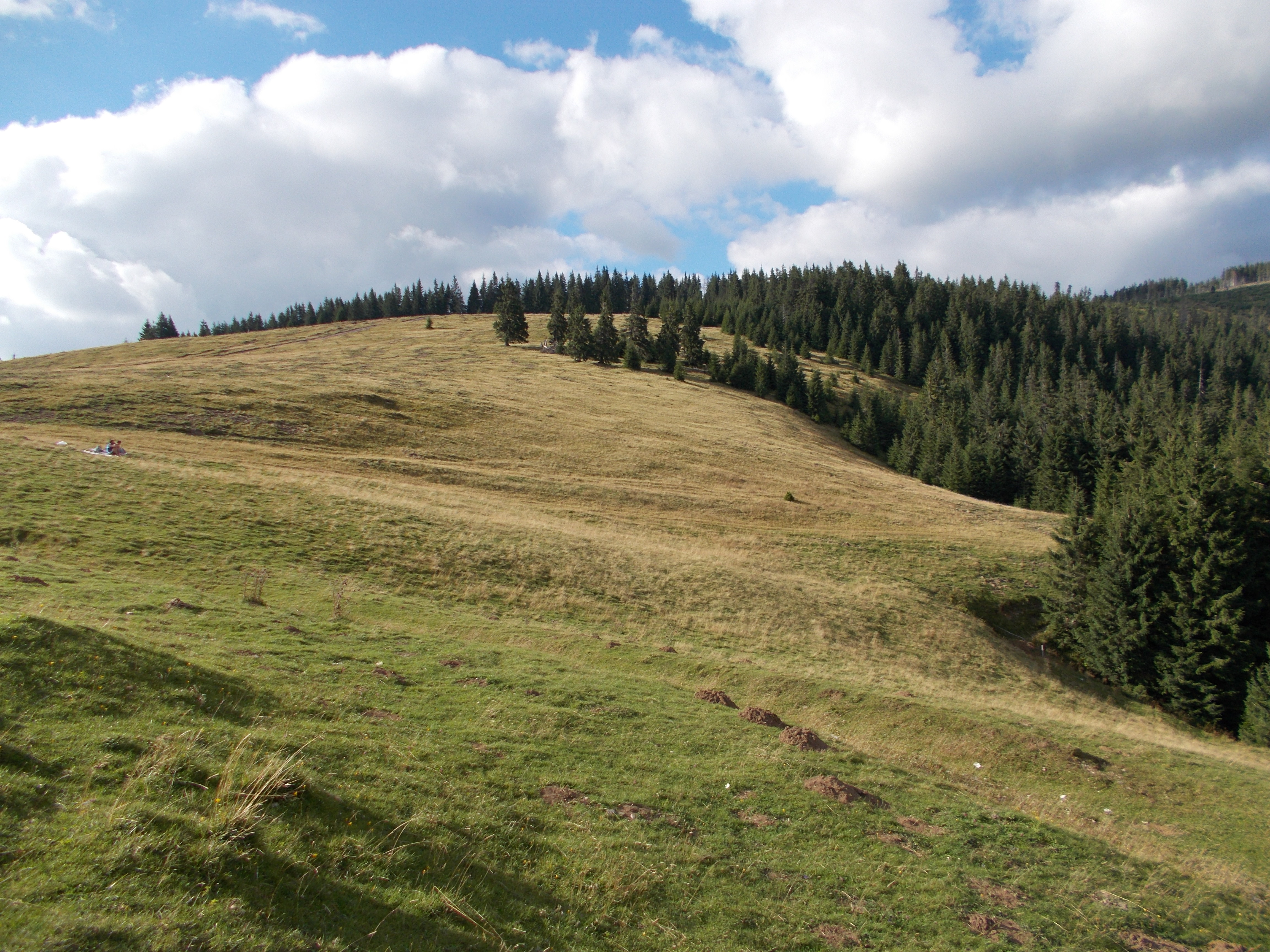
Munții Apuseni, Platoul Padiș

Padiș este o zonă turistică din sud-estul județului Bihor, aflată la o altitudine medie de 1.200 m, ce prezintă un platou străbătut de o amplă rețea hidrografică (alcătuită din pâraiele Ponor, Valea Izvorul Ursului, Pârâul Sec, Gârjoaba, Valea Boghii, Valea Arsurii, Valea Renghii, Valea Trânghiesti, Rădeasa, Valea Galbenei, Valea Bulzului) și un relief cu ponoare (doline), abrupturi stâncoase, peșteri, avene, măguri, chei și poiene.

## Așezare
Zona turistică Padiș este situată în ramura nordică a Munților Bihor, lanț din Munții Apuseni sau Carpații Occidentali.
Din punct de vedere administrativ, zona Padiș este situată în sud-estul județului Bihor, pe raza comunei Pietroasa, până la granița cu județele Cluj și Alba.

## Subdiviziuni
Zona este compusă din:
1. Bazinul închis Padiș - Cetățile Ponorului
2. Cheile Someșului Cald - Poiana Vărășoaia - Poiana Cuciulata
3. Cheile Galbenei - Poiana sau Râtul Florilor
4. Izvorul sau Obârșia Văii Boga

## Căi de acces
Zona turistică Padis este străbătută de drumul forestier Răchițele- Ic Ponor - Padiș - Boga - Pietroasa, cu o lungime de 53 km. Drumul este accesibil dinspre:
- Huedin (Huedin - Padiș, 58 km): Huedin - Călata - Buteni - Mărgău - Scrind Frăsinet - Răchițele: 27 km, drum județean parțial modernizat; Răchițele- Padiș: 31 km, drum forestier.

- Cluj-Napoca (Cluj-Napoca - Padiș, 95 km): Cluj - Gilău - Someșul Cald - Mărișel - Poiana Horea - Ic Ponor (Cantonul Silvic Bârna), din care: Cluj-Napoca - Poiana Horea: 70 km, drum modernizat (asfalt), Poiana Horea - Călineasa - Ic Ponor (Cantonul Silvic Bârna): 20 km, drum nemodernizat, recomandat autoturismelor de teren.

- Oradea (Oradea - Padiș: 100 km): prin Beiuș - Sudrigiu (Sudrigiu - Pietroasa 12 km, asfalt) sau dinspre Ștei (pentru turiștii ce vin dinspre Alba-Iulia, Deva, Arad), tot prin Sudrigiu și Pietroasa, drum asfaltat.

Accesul în zonă se poate face și pe următoarele poteci marcate:
- Cabana Vlădeasa - Padiș,
- Stâna de Vale - Padiș,
- Ic Ponor - Padiș,
- Pietroasa -Padiș,
- Șaua Vârtop - Padiș,
- Arieșeni - Padis 16 km;
- Gârda de Sus - Padiș,
- Peștera de la Scărișoara - Padiș

## Obiective turistice
- Cetățile Ponorului
- Cetățile Rădesei
- Lumea Pierdută
- Ghețarul Focul Viu
- Șesul Padiș
- Cheile Galbenei
- Biserica Moțului
- Poiana Ponor
- Someșul Cald
- Groapa de la Bârsa
- Poiana Vărășoaia
- Poiana Glavoi
- Măgura Vănata
- Izbucul Galbenei
- Peștera Caput
- Valea Boga
- Culmea Gârligate
- Poiana Bălileasa
- Poiana Florilor
- Piatra Galbenei
- Avenul Bortig
- Avenul Gemanata
- Avenul Negru
- Avenul Pionierilor
- Avenul Acoperit

## Galerie

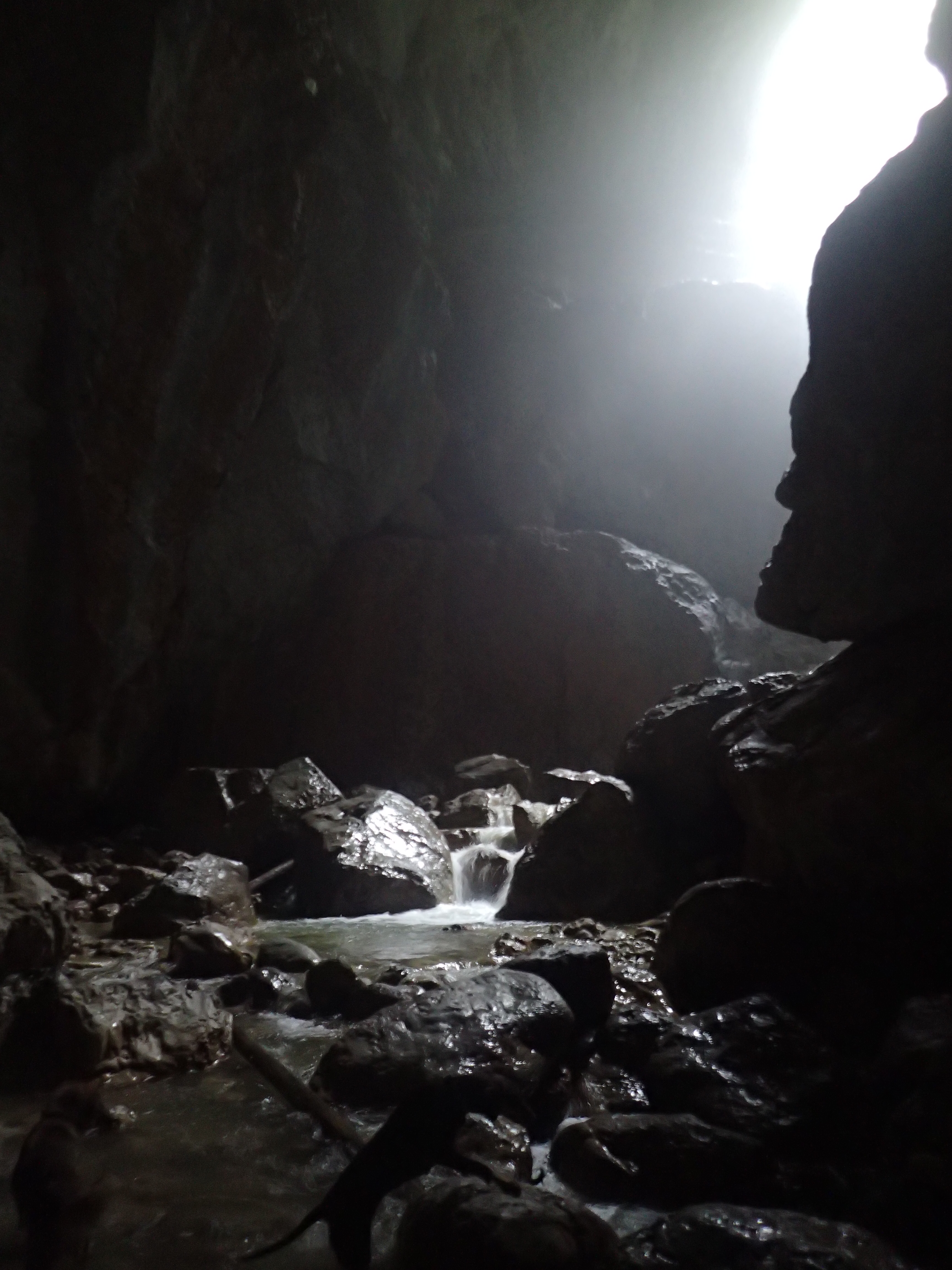
Râu subteran în Cetățile Ponorului
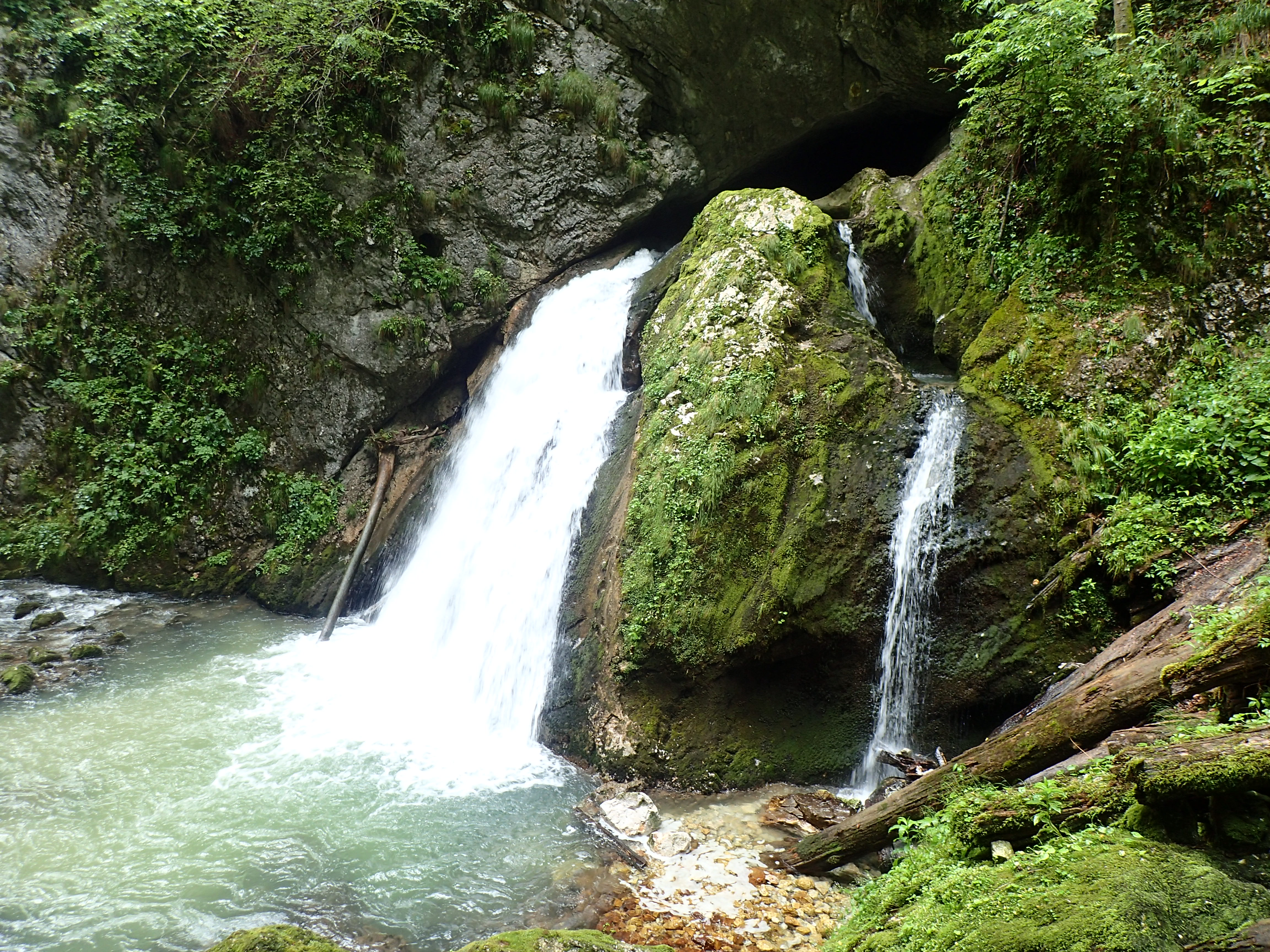
Cascada Evantai
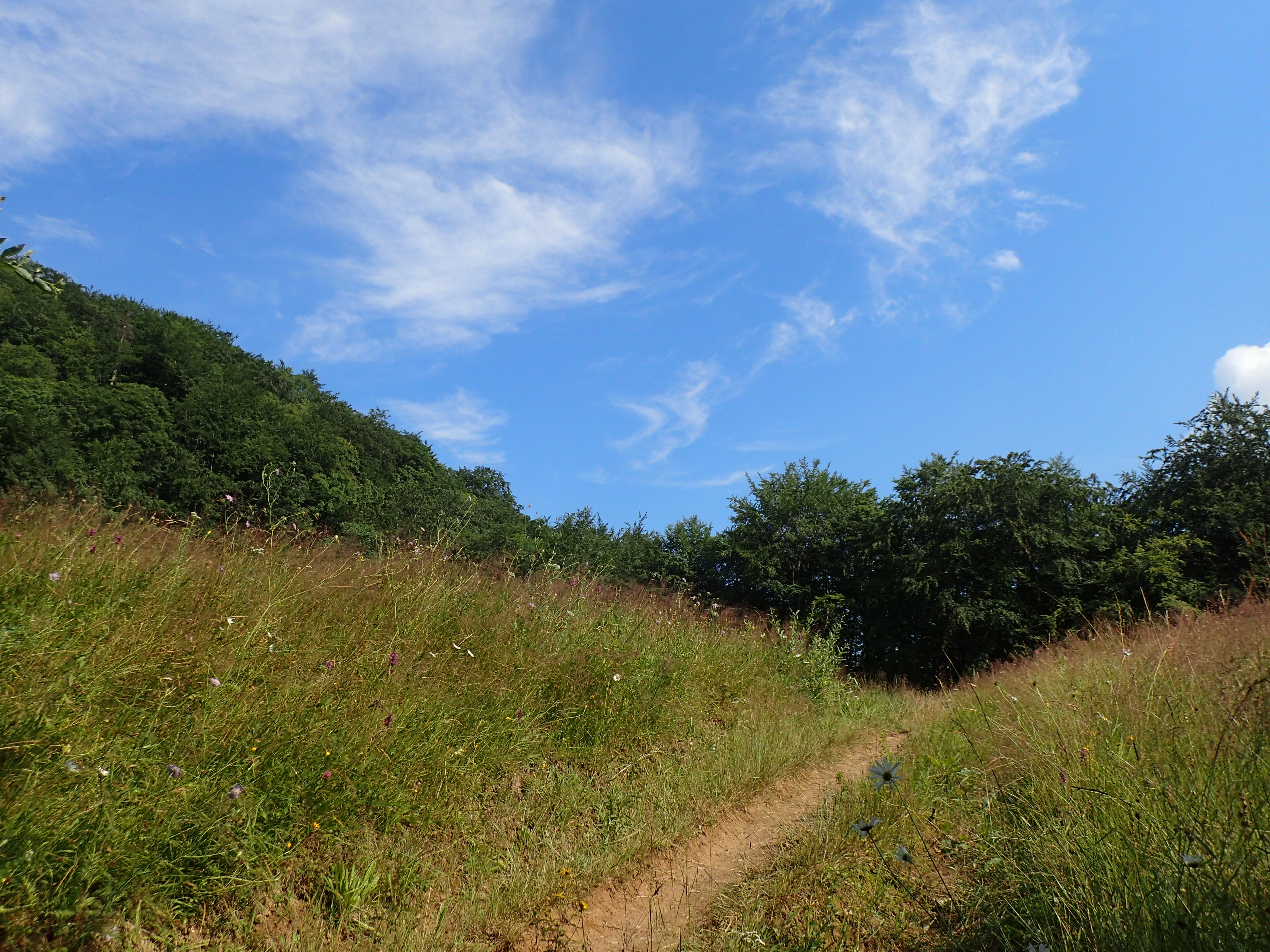
Poiana Florilor
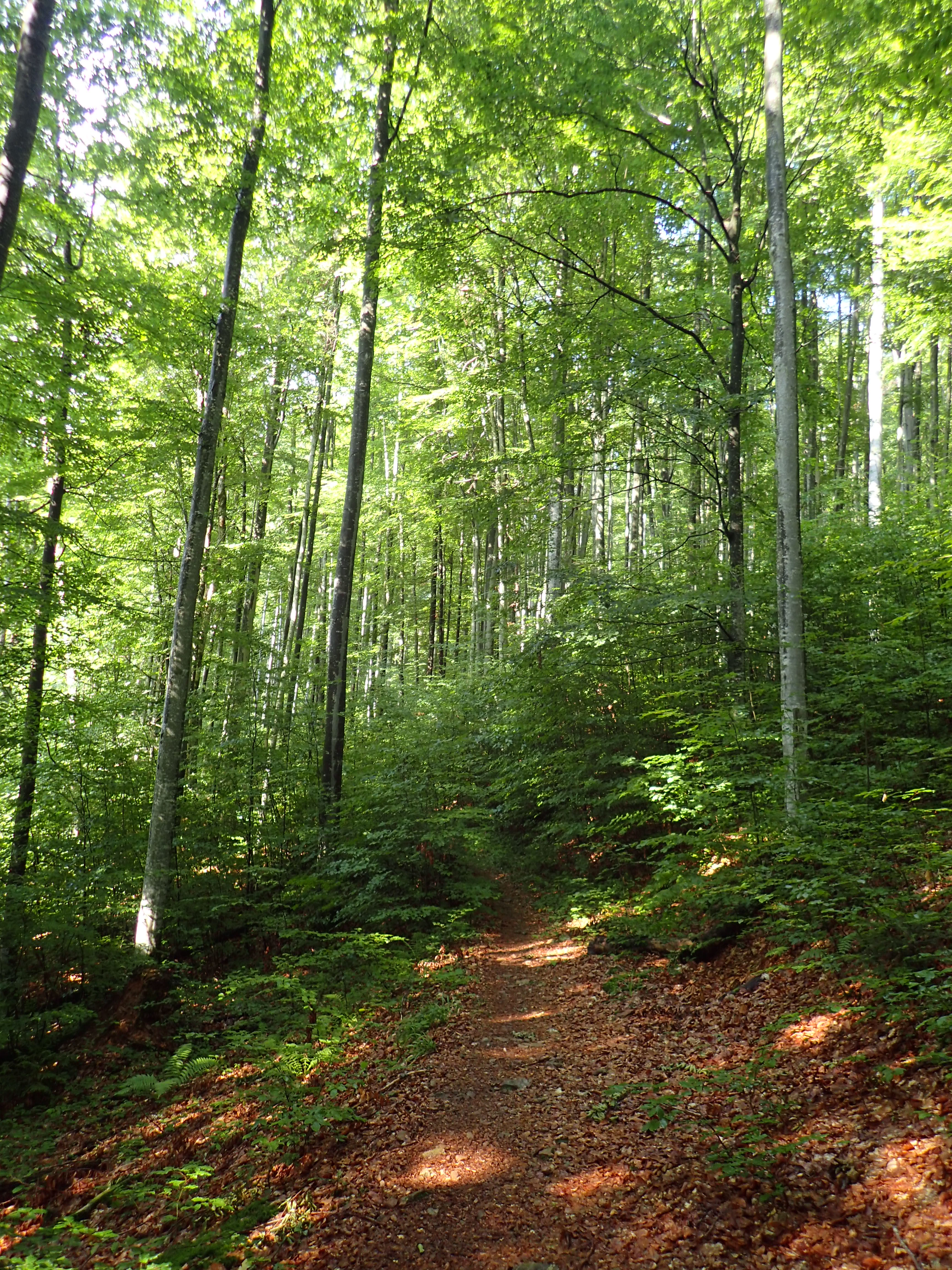
Pădure de fag între Poiana Florilor și Pietrele Galbenei
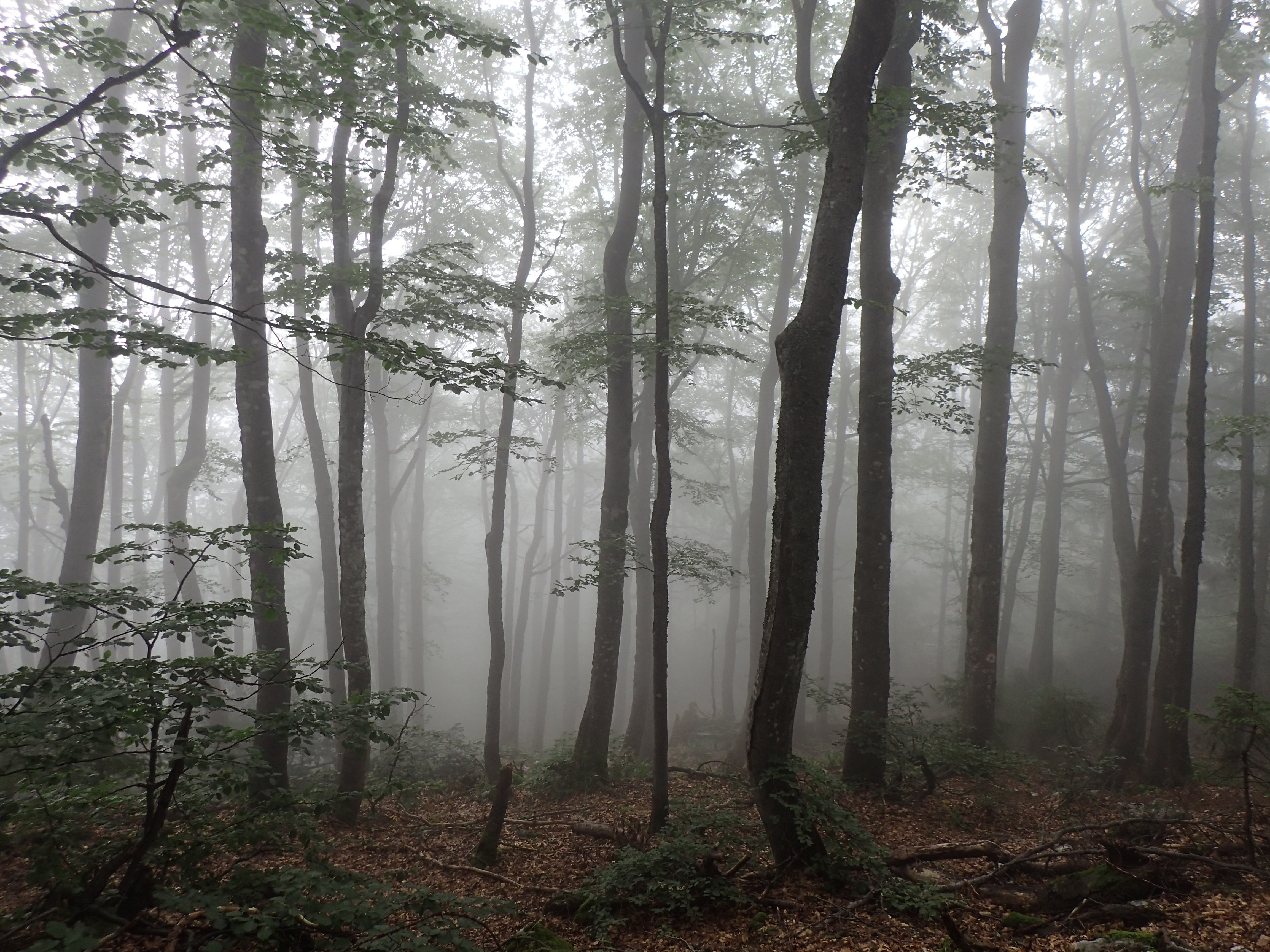
Ceață în pădurea de lângă Pietrele Boghii
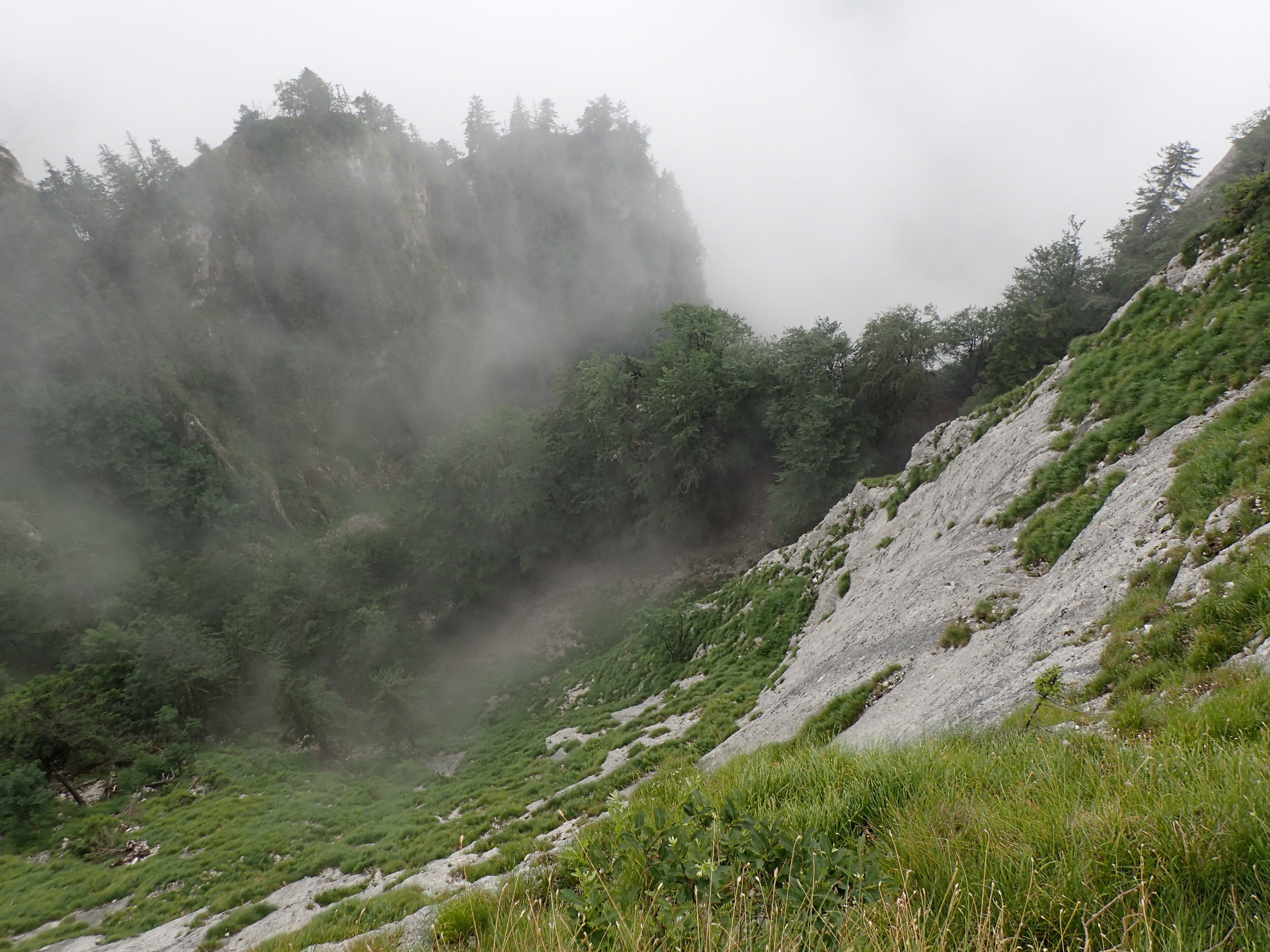
Nori peste Pietrele Boghii
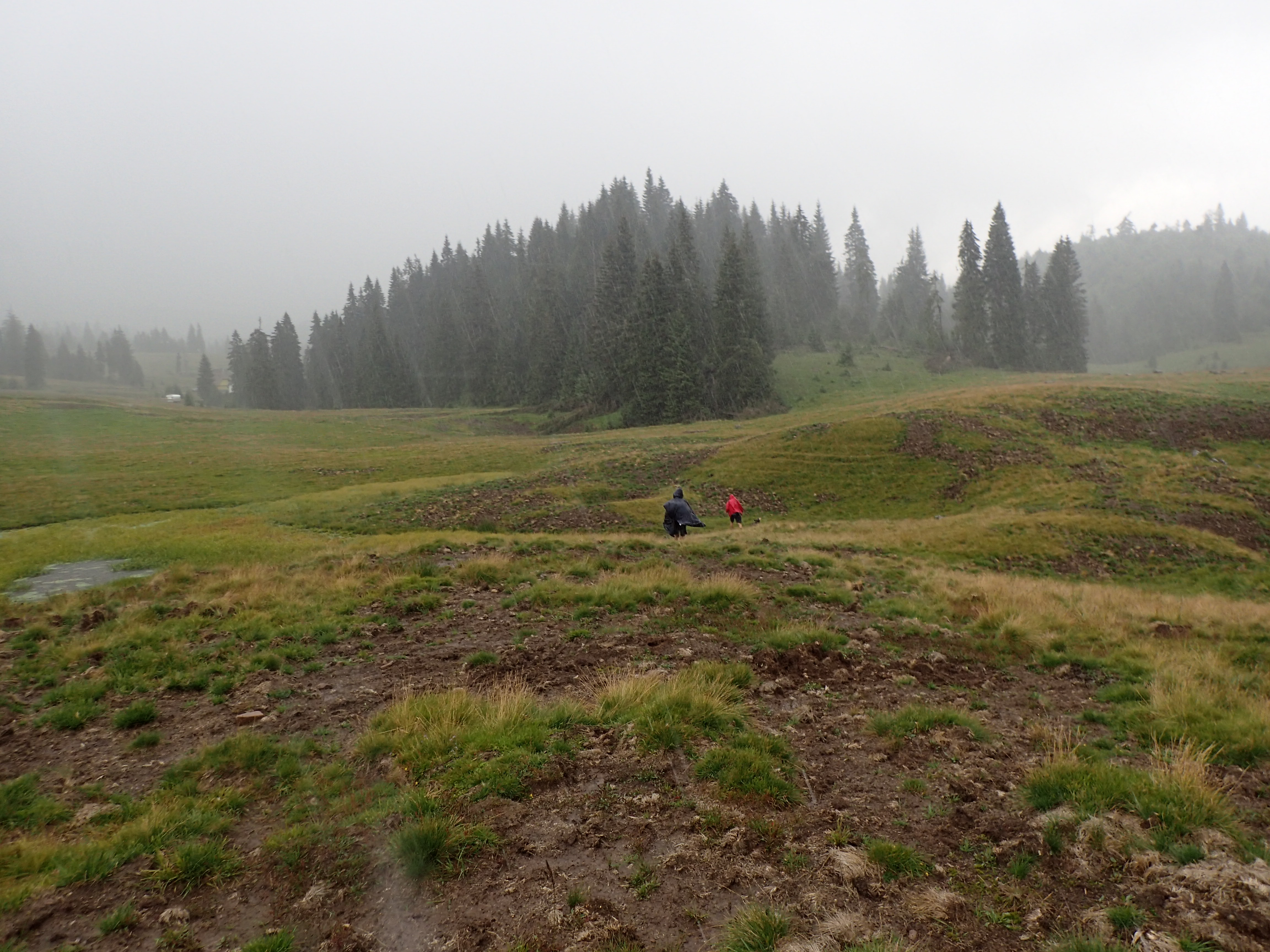
Ploaie de vară în Poiana Vărășoaia